# Desaparición de Logan Schiendelman
Logan Drew Schiendelman  (27 de junio de 1996-desaparecido el 19 de mayo de 2016) es un joven estadounidense que desapareció bajo circunstancias misteriosas en el Condado de Thurston, Washington. 
Hijo de madre mulata y padre saudí, Schiendelman fue criado principalmente por su abuela en Tumwater, Washington, donde fue un atleta estrella en la Escuela Secundaria de Tumwater. Después de asistir a la Universidad Estatal de Washington durante un año, Schiendelman decidió abandonar la universidad y regresar a Tumwater, donde tuvo varios trabajos y se mudó con su abuela y su media hermana. Fue visto por última vez por su abuela en la mañana del 19 de mayo de 2016, cuando los dos hablaron en su cocina antes de salir para sus respectivos trabajos. 
El 20 de mayo de 2016, el Chrysler Sebring de Schiendelman fue descubierto abandonado a lo largo del carril sur de la Interestatal 5 en Rochester, Washington, aproximadamente a 32 km al sur de su residencia en Tumwater, con su billetera, su licencia de conducir y su teléfono móvil aún dentro. Alrededor de las 14:00 horas, un testigo hizo una llamada al 911 después de ver que el vehículo de Schiendelman se desviaba por tres carriles de la interestatal; después de que el vehículo se estrellara contra la mediana central, el testigo declaró que vio a un hombre de 1,80 m de altura y de raza blanca salir del vehículo por el lado del pasajero y correr hacia el bosque a lo largo de la interestatal. Se realizó una búsqueda de cadáveres con perros rastreadores en esos bosques durante 6 horas, pero no sirvió de nada. No se encontró ni a Logan ni ningún rastro de él. Algún tiempo después, cuando la noticia de la desaparición de Logan comenzaba a circular, un testigo llamó para informar de que había visto a Logan el día en que su vehículo fue encontrado en la carretera, aunque su afirmación difiere de la del único otro testigo que informó haber visto a Logan ese día. Dijo haber visto a un hombre parecido a Schiendelman parado fuera del auto estacionado en la Interestatal 5 temprano esa mañana, acompañado por dos hombres blancos. Se hizo un boceto de uno de los hombres desconocidos pero la identidad sigue siendo un misterio. 
Su desaparición fue perfilada en 2018 en la serie Desaparecidos de Investigation Discovery. Su paradero continúa siendo desconocido. 

## Cronograma

### Antecedentes
Logan Drew Schiendelman nació el 27 de junio de 1996 y fue criado en Tumwater, Washington por su abuela materna, Ginnie Gebo. Su padre era un nativo de Arabia Saudita que concibió a Schiendelman con su madre, Hannah, mientras visitaba el noroeste del Pacífico por negocios. Según Gebo, el padre de Schiendelman abandonó los Estados Unidos antes de su nacimiento, y los dos nunca tuvieron relación. Schiendelman y su media hermana mayor, Chloe, se convirtieron en dependientes legales de su abuela, Gebo, después de que Hannah decidiera mudarse a Seattle para asistir a la escuela de arte.
Schiendelman asistió a la escuela de Tumwater High, donde fue una estrella defensiva en el equipo de fútbol americano del instituto y un estudiante modelo. La madre de Schiendelman, Hannah, vivió cerca en Olympia durante la mayor parte de su vida. Cuando Schiendelman se convirtió en adolescente, su abuela declaró que experimentó una "crisis de identidad" debido a su raza mixta; La madre de Schiendelman era mitad blanca y mitad negra  mientras que su padre era saudí, y  lo había criado principalmente su abuela blanca.
Después de graduarse de la escuela secundaria en 2015, Schiendelman se matriculó en la Universidad Estatal de Washington, aproximadamente a 480 km de distancia en Pullman. Completó un año de sus estudios antes de decidir volver a Tumwater y abandonar la universidad. Después de que Schiendelman dejara la universidad, se mudó con su abuela Gebo y su media hermana Chloe. Gebo declaró que ella sabía que él había estado fumando marihuana en esa época, lo cual le preocupaba porque pensaba que quizás le hubiera causado una ligera paranoia. "Estaba un poco perdido con lo que iba a hacer con su vida", recordó. En Tumwater, Schiendelman realizó varios trabajos ocasionales, como en un lavadero de ropa y en la granja de su tía abuela de dos hectáreas.

### Desaparición
En la mañana del 19 de mayo de 2016, Schiendelman habló con su abuela, mientras los dos se preparaban para ir a sus respectivos trabajos; Gebo recordó su conversación: "Estaba muy nervioso, lo que no suele ocurrir, como si tuviera que hacer algo importante para él". Ella también declaró que él había afirmado haber tenido una "epifanía". Gebo le dijo a Schiendelman que podían continuar su conversación más tarde esa noche antes de partir para su trabajo en el Departamento de Ecología del Estado de Washington. Después de que Schiendelman no llegara a casa, Gebo rastreó su teléfono móvil, y vio que había sonado cerca de Olimpia; esto la llevó a asumir que estaba visitando a su madre.
Al día siguiente, 20 de mayo, Schiendelman no regresó a casa, y Gebo intentó denunciar su desaparición, pero encontró el Departamento de Policía del Condado de Thurston cerrado por el fin de semana. El lunes 23 de mayo, presentó una denuncia de desaparición; al hacerlo, se le notificó que el coche de Schiendelman, un Chrysler Sebring negro de 1996, había sido incautado el 20 de mayo. El vehículo había sido encontrado estacionado en el kilómetro 92 de la Interestatal 5 en dirección sur entre Tumwater y Maytown. Sus objetos personales, incluyendo su billetera, varias bolsas de comida y su teléfono móvil fueron encontrados en su auto, el cual fue entregado directamente a Gebo. Dentro de la cartera de Schiendelman estaba su tarjeta de débito, su licencia de conducir y 25 dólares en efectivo.

### Investigación

#### Avistamientos de testigos
Poco después de la desaparición de Schiendelman, varios testigos se presentaron ante la policía del condado de Thurston y declararon que habían visto el vehículo de Schiendelman en la Interestatal 5 la mañana del 20 de mayo: una mujer que conducía por la interestatal esa mañana informó de que había visto a Schiendelman con dos hombres caucásicos de pie en la parte trasera de su coche, que estaba aparcado en el arcén derecho de la interestatal cerca de la salida 95. Recordó haber visto el auto en el mismo lugar cuando regresó a su casa esa noche, pero esta vez con el capó levantado y sin nadie visible. Describió a uno de los hombres como de unos 1,83 m de altura, complexión delgada, pelo rubio cortado a tazón, y llevaba una camiseta sin mangas y unos pantalones vaqueros demasiado pequeños para él. El otro hombre fue descrito como rubio con el pelo hasta los hombros y con una camisa de franela con vaqueros. El 30 de junio de 2017, la policía publicó un retrato robot del primer hombre.
Alrededor de las 2:00 p. m. del 20 de mayo, tres individuos llamaron al 9-1-1 para reportar un auto que coincidía con el de Schiendelman en un carril de la Interestatal 5 entre Tumwater y Maytown, cerca del mojón donde el auto de Schiendelman había sido descubierto. Los testigos informaron que el coche cruzó tres carriles hacia la mediana, chocó con la barrera de hormigón y se detuvo. Parecía que nadie iba conduciendo el coche. Un camionero que pasaba por allí informó haber visto a un hombre caucásico de pelo castaño o rojo saltando del lado del pasajero del vehículo y corriendo hacia el bosque del lado de la interestatal
Más tarde, en la misma noche del 20 de mayo, hubo un posible avistamiento de un adolescente desnudo en la zona, aunque se desconoce la identidad del individuo; el detective del condado de Thurston, Frank Frawley, declaró: "Pensamos que podría haber sido Logan... Así que iniciaron una búsqueda con perros. No localizaron nada. Pudo haber sido Logan, o pudo haber sido cualquiera". La última ropa que se sabía que Schiendelman vestía incluía una cazadora negra, una camisa blanca, vaqueros, y posiblemente un par de zapatillas de tenis Nike. 

#### Investigación inicial
| No tengo razones para creer que haya sido asesinado. No tengo razones para creer que esté vivo. — El detective Frank Frawley sobre la naturaleza confusa de la desaparición de Schiendelman. |

 El tío de Schiendelman, Mike Ware, un sheriff jubilado del condado de Thurston, ayudó a organizar la búsqueda de su sobrino. Las búsquedas se centraron en un radio de 3,2 km alrededor de la interestatal donde se había descubierto el coche de Schiendelman, concretamente en los bosques adyacentes al arcén. Las búsquedas se hicieron tanto a pie como en avión, pero no se encontró ninguna señal de Schiendelman. En junio de 2016, Ware dijo a NBC News: "El área es extremadamente difícil y escarpada. He pasado horas ahí fuera buscando yo mismo. Se trajeron perros para buscar y se ha cubierto extensamente. Pero no se ha encontrado nada". La familia Schiendelman contrató posteriormente a un investigador privado para investigar su desaparición, pero se dieron cuenta de que había "poca información" disponible, lo que dificultaba los esfuerzos de búsqueda. Debido a que el vehículo de Schiendelman había sido incautado y no había sido procesado por un laboratorio criminalístico, cualquier evidencia potencial dentro fue inutilizada.
Utilizando los registros de los teléfonos móviles, las fuerzas del orden pudieron rastrear los movimientos de Schiendelman en la mañana del 20 de mayo, lo que demostró que había viajado hacia la Interestatal 5 en dirección al sur; luego dio la vuelta y se dirigió al norte antes de volver a invertir la dirección, dirigiéndose al sur por la Interestatal 5 y finalmente deteniéndose donde su vehículo fue recuperado.
Al principio de la investigación, la policía interrogó al novio de la medio hermana de Schiendelman, que se había mudado recientemente a su casa. La tensión entre Schiendelman y su novio llevó a los detectives a interrogarlo, aunque fue descartado como involucrado en la desaparición después de pasar el polígrafo.

#### Registro en Facebook
El 27 de mayo de 2016, una semana después de la desaparición de Schiendelman, alguien se registró en el Aeropuerto Regional de Olympia en la página personal de Facebook de Schiendelman. Resultó que el correo estaba celebrando un registro en el aeropuerto del año anterior.

## Publicidad
Tras la desaparición de Schiendelman, su familia lanzó una gran campaña en Internet pidiendo a la comunidad información sobre su desaparición. Se estableció una página de Facebook, que había crecido a más de 6.500 miembros en junio de 2016. Voluntarios locales ayudaron a recaudar 10.000 dólares en fondos de recompensa mediante la venta de brazaletes que llevaban su nombre en la escuela secundaria de Tumwater. Entre estas recaudaciones de fondos hubo una gran venta de artículos donados que se celebró en Olympia en agosto de 2016.
La desaparición de Schiendelman se describió en la serie documental Investigation Discovery (Desaparecidos) el 8 de abril de 2018.

## Trabajos citados
- «Last Words». Disappeared. Episodio 2. Temporada 9.